# Bergiola hissarica
Bergiola hissarica är en insektsart som beskrevs av Bei-bienko 1951. Bergiola hissarica ingår i släktet Bergiola och familjen vårtbitare. Inga underarter finns listade i Catalogue of Life.